# 4898 Nishiizumi
4898 Nishiizumi este un asteroid din centura principală, descoperit pe 19 martie 1988 de Carolyn Shoemaker.